# Stephen Giles
Stephen Giles, född den 4 juli 1972 i St. Stephen, New Brunswick, är en kanadensisk kanotist.
Han tog OS-brons på C-1 1000 meter i samband med de olympiska kanottävlingarna 2000 i Sydney.